# Dorymyrmex biconis
Dorymyrmex biconis é uma espécie de formiga do gênero Dorymyrmex.